# Campionato italiano football a 9 2011
La stagione 2011 del Campionato italiano di football a 9 (CIF9) è il secondo disputato con questa denominazione.
Il campionato è formato da 35 squadre, divise in 8 gironi, 4 nella conference nord e 4 in quella sud. Le qualificate ai playoff sono le prime 8 di ciascuna conference.

## Squadre partecipanti
| Club                          | Città (prov.)                  | Stadio | Sponsor ufficiale | Risultato nella stagione 2010                                     |
| ----------------------------- | ------------------------------ | ------ | ----------------- | ----------------------------------------------------------------- |
| 82'ers Napoli                 | Napoli                         |        |                   | Wild Card                                                         |
| Achei Crotone                 | Crotone                        |        |                   | 4º posto in regular season CIF9 (Girone Sud Ovest)                |
| Aquile Ferrara                | Ferrara                        |        |                   | Quarti di finale                                                  |
| Bills Cavallermaggiore        | Cavallermaggiore (CN)          |        |                   | 4º posto in regular season CIF9 (Girone Nord Ovest)               |
| Black Hammers Ostia           | Ostia (RM)                     |        |                   | Esordio nel 2011                                                  |
| Blitz Ciriè                   | Cirié (TO)                     |        |                   | Semifinale                                                        |
| Blue Storms Gorla Minore      | Gorla Minore (VA)              |        |                   | 5º posto in regular season LENAF (Girone Ovest)                   |
| Cardinals Palermo             | Palermo                        |        |                   | 3º posto in regular season CIF9 (Girone Isole)                    |
| Caribdes Messina              | Messina                        |        |                   | Esordio nel 2011                                                  |
| Cavaliers Castelfranco Veneto | Castelfranco Veneto (TV)       |        |                   | Vincitori Silver League FIF                                       |
| Centurions Alessandria        | Alessandria                    |        |                   | Wild Card                                                         |
| Chiefs Ravenna                | Ravenna                        |        |                   | 3º posto in regular season CIF9 (Girone Nord Est)                 |
| Crabs Pescara                 | Pescara                        |        |                   | 5º posto in regular season LENAF (Girone Sud)                     |
| Crusaders Cagliari            | Cagliari                       |        |                   | Vincitori                                                         |
| Dragons Salento               | Surbo (LE)                     |        |                   | Wild Card                                                         |
| Eagles Salerno                | Salerno                        |        |                   | Quarti di finale                                                  |
| Elephants Catania II          | Catania                        |        |                   | Vicecampioni d'Italia                                             |
| Goblins Lanciano              | Lanciano (CH)                  |        |                   | 4º posto in regular season CIF9 (Girone Sud Est)                  |
| Hammers Lario                 | Cantù (CO)                     |        |                   | 3º posto in regular season Silver League FIF (Girone Sud)         |
| Highlanders Catanzaro         | Catanzaro                      |        |                   | 3º posto in regular season CIF9 (Girone Sud Ovest)                |
| Hurricanes Vicenza            | Vicenza                        |        |                   | 4º posto in regular season CIF9 (Girone Nord Est)                 |
| Irish Massa                   | Massa                          |        |                   | Inattivi                                                          |
| Knights Persiceto             | San Giovanni in Persiceto (BO) |        |                   | 3º posto in regular season CIF9 (Girone Centro Nord)              |
| Legio XIII Roma               | Roma                           |        |                   | Esordio nel 2011                                                  |
| Leones Poggiofiorito          | Poggiofiorito (CH)             |        |                   | Esordio nel 2011                                                  |
| Marines Lazio II              | Ostia (RM)                     |        |                   | 7º posto in regular season IFL                                    |
| Neptunes CUS Bologna          | Bologna                        |        |                   | Quarti di finale                                                  |
| Patriots Bari                 | Bari                           |        |                   | Quarti di finale/2º posto in regular season CIF9 (Girone Sud Est) |
| Pirates Savona                | Savona                         |        |                   | 5º posto in regular season CIF9 (Girone Nord Ovest)               |
| Rhinos Milano II              | Milano                         |        |                   | 5º posto in regular season IFL                                    |
| Seamen Milano II              | Milano                         |        |                   | 4º posto in regular season LENAF (Girone Centro)                  |
| Spartans Taranto              | Taranto                        |        |                   | Inattivi                                                          |
| Storms CUS Pisa               | Pisa                           |        |                   | 4º posto in regular season CIF9 (Girone Centro Nord)              |
| Warriors Bologna II           | Bologna                        |        |                   | 5º posto in regular season CIF9 (Girone Nord Est)                 |
| Wolfpack La Spezia            | La Spezia                      |        |                   | 3º posto in regular season CIF9 (Girone Nord Ovest)               |

## Regular season

### Calendario
Dati aggiornati al 9 maggio 2011.

#### 1ª giornata
| Napoli 19 febbraio 2011, ore 14:00 | 82'ers Napoli | 0 – 13 | Eagles Salerno | Stadio Arturo Collana, via Ribera |

| Orsogna 19 febbraio 2011, ore 15:00 | Leones Poggiofiorito | 0 – 59 | Crabs Pescara | C.S. Comunale S. Bernardino |

| Bologna 19 febbraio 2011, ore 16:00 | Warriors Bologna II | 17 – 6 | Knights Persiceto | C.S. Bernardi Alfheim Field, via degli Orti 60 |

| Milano 19 febbraio 2011, ore 18:00 | Rhinos Milano II | 12 – 34 | Blue Storms Gorla Minore | C.S. Aldiniana, via Graf 4 |

| Monteroni di Lecce 19 febbraio 2011, ore 20:00 | Dragons Salento | 20 – 22 | Patriots Bari | C.S. Comunale, via del Campo Sportivo |

| La Spezia 19 febbraio 2011, ore 21:00 | Wolfpack La Spezia | 8 – 0 d.g.s. | Irish Massa | Stadio Ferdeghini, via Oto |

| Crotone 20 febbraio 2011, ore 14:30 | Achei Crotone | 14 – 12 | Spartans Taranto | C.S. Comunale, via Gioacchino da Fiore |

| Cirié 20 febbraio 2011, ore 14:30 | Blitz Ciriè | 0 – 7 | Pirates Savona | C. S., via Biaune |

| Bologna 20 febbraio 2011, ore 14:30 | Neptunes CUS Bologna | 34 – 6 | Cavaliers Castelfranco Veneto | C.S. Dozza, via Romita 2 |

| Ravenna 20 febbraio 2011, ore 15:00 | Chiefs Ravenna | 28 – 18 | Hurricanes Vicenza | Pol. Fornace Zarattini, via Monsignor Fabbri 4 |

| Cermenate 20 febbraio 2011, ore 15:00 | Hammers Lario | 2 – 20 | Seamen Milano II | C.S. Comunale, via 25 Aprile |

| Roma 20 febbraio 2011, ore 15:30 | Legio XIII Roma | 35 – 0 | Black Hammers Ostia | C.S. Infernetto, via G.B. Lulli 3 |

| Palermo 20 febbraio 2011, ore 15:30 | Cardinals Palermo | 32 – 14 | Highlanders Catanzaro | C.S. Tommaso Natale, via Aiace 101 |

#### 2ª giornata
| Messina 26 febbraio 2011, ore 15:00 | Caribdes Messina | 0 – 6 | Cardinals Palermo | C.S., salita comunale Sperone 33 |

| Milano 26 febbraio 2011, ore 18:00 | Rhinos Milano II | 0 – 22 | Seamen Milano II | C.S. Aldiniana, via Graf 4 |

| Pescara 26 febbraio 2011, ore 19:00 | Crabs Pescara | 6 – 26 | Eagles Salerno | Campo Zanni, via Nazionale Adriatica nord 376 |

| Legino 26 febbraio 2011, ore 21:00 | Pirates Savona | 0 – 6 | Centurions Alessandria | C.S. Ruffinengo |

| Catanzaro 27 febbraio 2011, ore 14:00 | Highlanders Catanzaro | 72 – 36 | Elephants Catania II | C.S. Comunale, piazzale Mons. Fiorentino |

| Taranto 27 febbraio 2011, ore 14:00 | Spartans Taranto | 12 – 34 | Dragons Salento | C.S. Paolo VI, via per Montemesola |

| Cavallermaggiore 27 febbraio 2011, ore 14:30 | Bills Cavallermaggiore | 47 – 0 | Blitz Ciriè | C.S. Comunale, via Fiume |

| Roma 27 febbraio 2011, ore 14:30 | Legio XIII Roma | 0 – 41 | Crusaders Cagliari | C.S. Infernetto, via G.B. Lulli 3 |

| Ravenna 27 febbraio 2011, ore 15:00 | Chiefs Ravenna | 8 – 19 | Aquile Ferrara | Pol. Fornace Zarattini, via Mons. Fabbri 4 |

| Gorla Minore 27 febbraio 2011, ore 15:00 | Blue Storms Gorla Minore | 49 – 0 | Hammers Lario | C.S. Comunale, via F. Petrarca 25 |

| La Spezia 27 febbraio 2011, ore 15:00 | Wolfpack La Spezia | 16 – 19 | Warriors Bologna II | Stadio Ferdeghini, via Oto |

| Bari 27 febbraio 2011, ore 15:00 | Patriots Bari | 28 – 0 | Achei Crotone | Arena Della Vittoria, piazzale Orlando |

| Treglio 27 febbraio 2011, ore 15:00 | Goblins Lanciano | 5 – 14 | 82'ers Napoli | C.S. Comunale, contrada Severini |

| Vicenza 27 febbraio 2011, ore 15:00 | Hurricanes Vicenza | 14 – 20 | Neptunes CUS Bologna | C.S. Comunale, via Lago di Alleghe 18 |

| Ostia 27 febbraio 2011, ore 15:00 | Marines Lazio II | 6 – 0 | Black Hammers Ostia | Stadio Giannatasio, via Mar Arabico |

#### 3ª giornata
| Salerno 5 marzo 2011, ore 15:00 | Eagles Salerno | 36 – 0 | Leones Poggiofiorito | Stadio Donato Vestuti, piazza Casalbore |

| Pisa 5 marzo 2011, ore 17:00 | Storms CUS Pisa | 12 – 27 | Knights Persiceto | Cus di Pisa, via Chiarugi 1 |

| Pescara 5 marzo 2011, ore 19:00 | Crabs Pescara | 38 – 0 | Goblins Lanciano | Campo Zanni, via Nazionale Adriatica nord 376 |

| Monteroni di Lecce 5 marzo 2011, ore 20:00 | Dragons Salento | 12 – 0 | Achei Crotone | C.S. Comunale, via del Campo Sportivo |

| Taranto 6 marzo 2011, ore 14:00 | Spartans Taranto | 6 – 21 | Patriots Bari | C.S. Paolo VI, via per Montemesola |

| Ferrara 6 marzo 2011, ore 14:30 | Aquile Ferrara | 28 – 16 | Hurricanes Vicenza | Motovelodromo Comunale, via Porta Catena 74 |

| Castelfranco Veneto 6 marzo 2011, ore 15:00 | Cavaliers Castelfranco Veneto | 48 – 32 | Chiefs Ravenna | C.S. Comunale, via Redipuglia |

#### 4ª giornata
| San Giovanni in Persiceto 12 marzo 2011, ore 15:00 | Knights Persiceto | 16 – 28 | Wolfpack La Spezia | C.S. Tre Borgate, via C. Barbieri 3 |

| Savona 12 marzo 2011, ore 21:00 | Pirates Savona | 0 – 56 | Bills Cavallermaggiore | Stadio Levratto |

| Gorla Minore 13 marzo 2011, ore 15:00 | Blue Storms Gorla Minore | 41 – 0 | Seamen Milano II | C.S. Comunale, via F. Petrarca 25 |

| Orsogna 13 marzo 2011, ore 15:00 | Leones Poggiofiorito | 7 – 37 | 82'ers Napoli | C.S. Comunale S. Bernardino |

| Castelfranco Veneto 13 marzo 2011, ore 15:00 | Cavaliers Castelfranco Veneto | 21 – 28 | Aquile Ferrara | C.S. Comunale, via Redipuglia |

| Ostia 13 marzo 2011, ore 16:30 | Marines Lazio II | 0 – 6 | Legio XIII Roma | Stadio Giannatasio, via Mar Arabico |

| Milano 13 marzo 2011, ore 18:00 | Rhinos Milano II | 46 – 35 | Hammers Lario | C.S. Aldiniana, via Graf 4 |

#### 5ª giornata
| Ostia 19 marzo 2011, ore 15:00 | Black Hammers Ostia | 0 – 27 | Legio XIII Roma | Stadio Giannatasio, via Mar Arabico |

| Salerno 19 marzo 2011, ore 19:00 | Eagles Salerno | 46 – 6 | Goblins Lanciano | Stadio Donato Vestuti, piazza Casalbore |

| Pisa 19 marzo 2011, ore 20:00 | Storms CUS Pisa | 0 – 34 | Warriors Bologna II | Cus di Pisa, via Chiarugi 1 |

| Taranto 20 marzo 2011, ore 14:00 | Spartans Taranto | 34 – 16 | Achei Crotone | C.S. Paolo VI, via per Montemesola |

| Bologna 20 marzo 2011, ore 14:30 | Neptunes CUS Bologna | 33 – 22 | Chiefs Ravenna | C.S. Dozza, via Romita 2 |

| Catanzaro 20 marzo 2011, ore 14:30 | Highlanders Catanzaro | 6 – 8 | Cardinals Palermo | C.S. Comunale, piazzale Mons. Fiorentino |

| Bari 20 marzo 2011, ore 15:00 | Patriots Bari | 22 – 19 | Dragons Salento | C.S. La Montagnola, via G. Rocca |

| Gorla Minore 20 marzo 2011, ore 15:00 | Blue Storms Gorla Minore | 40 – 0 | Rhinos Milano II | C.S. Comunale, via F. Petrarca 25 |

| Cagliari 20 marzo 2011, ore 15:00 | Crusaders Cagliari | 55 – 0 | Marines Lazio II | C.S. Monte Claro, via Cadello |

#### 6ª giornata
| Catania 26 marzo 2011, ore 13:30 | Elephants Catania II | 6 – 27 | Cardinals Palermo | CUS Catania, via Santa Sofia |

| Treglio 27 marzo 2011, ore 14:00 | Goblins Lanciano | 55 – 0 | Leones Poggiofiorito | C.S. Comunale, contrada Severini |

| Marina di Massa 27 marzo 2011, ore 15:00 | Irish Massa | 26 – 44 | Knights Persiceto | C.S. Comunale, viale Mattei 1 |

| Milano 27 marzo 2011, ore 15:00 | Seamen Milano II | 40 – 0 | Hammers Lario | Velodromo Vigorelli, via Arona 9 |

| Vicenza 27 marzo 2011, ore 15:00 | Hurricanes Vicenza | 18 – 27 | Cavaliers Castelfranco Veneto | C.S. Comunale, via Lago di Alleghe 18 |

| Monteroni di Lecce 27 marzo 2011, ore 16:00 | Dragons Salento | 35 – 6 | Spartans Taranto | C.S. Comunale, via del Campo Sportivo |

| Pisa 27 marzo 2011, ore 17:00 | Storms CUS Pisa | 14 – 13 | Wolfpack La Spezia | Cus di Pisa, via Chiarugi 1 |

| Pisa 30 marzo 2011, ore 21:00 | Irish Massa | 0 – 8 | Storms CUS Pisa | Cus di Pisa, via Chiarugi 1 |

#### 7ª giornata
| Ostia 2 aprile 2011, ore 14:00 | Marines Lazio II | 7 – 44 | Crusaders Cagliari | Stadio Giannatasio, via Mar Arabico |

| Napoli 2 aprile 2011, ore 14:30 | 82'ers Napoli | 0 – 24 | Crabs Pescara | Stadio Arturo Collana, via Ribera |

| Milano 2 aprile 2011, ore 15:00 | Seamen Milano II | 28 – 12 | Rhinos Milano II | Velodromo Vigorelli, via Arona 19 |

| Bologna 2 aprile 2011, ore 16:00 | Warriors Bologna II | 45 – 0 | Irish Massa | C.S. Bernardi Alfheim Field, via degli Orti 60 |

| Catania 3 aprile 2011, ore 14:00 | Elephants Catania II | 16 – 24 | Caribdes Messina | C.S. Sant'Agata li Battiati, via Kennedy |

| Alessandria 3 aprile 2011, ore 14:00 | Centurions Alessandria | 6 – 15 | Pirates Savona | C.S. Comunale San Michele, via Vescovana 10/12 |

| Cirié 3 aprile 2011, ore 14:30 | Blitz Ciriè | 0 – 34 | Bills Cavallermaggiore | C.S. Comunale, via Biaune |

| Ferrara 3 aprile 2011, ore 15:00 | Aquile Ferrara | 35 – 14 | Neptunes CUS Bologna | Motovelodromo Comunale, via Porta Catena 74 |

| Crotone 3 aprile 2011, ore 15:00 | Achei Crotone | 0 – 18 | Patriots Bari | C.S. Comunale, via Gioacchino da Fiore |

#### 8ª giornata
| Salerno 9 aprile 2011, ore 14:30 | Eagles Salerno | 24 – 9 | Crabs Pescara | Stadio Donato Vestuti, piazza Casalbore |

| San Giovanni in Persiceto 9 aprile 2011, ore 15:00 | Knights Persiceto | 18 – 15 | Storms CUS Pisa | C.S. Comunale, via Bologna 96 |

| Bologna 9 aprile 2011, ore 15:30 | Warriors Bologna II | 56 – 15 | Wolfpack La Spezia | C.S. Bernardi, Alfheim Field, via degli Orti 60 |

| Cavallermaggiore 9 aprile 2011, ore 19:30 | Bills Cavallermaggiore | 60 – 22 | Centurions Alessandria | C.S. Comunale, Via Fiume |

| Legino 9 aprile 2011, ore 20:30 | Pirates Savona | 21 – 20 | Blitz Ciriè | C.S. Comunale |

| Cagliari 10 aprile 2011, ore 15:00 | Crusaders Cagliari | 45 – 7 | Legio XIII Roma | C.S. Monte Claro, via Cadello |

| Catania 10 aprile 2011, ore 15:00 | Elephants Catania II | 6 – 18 | Highlanders Catanzaro | CUS Catania, via Santa Sofia |

| Atessia 10 aprile 2011, ore 15:00 | Goblins Lanciano | 35 – 0 | Leones Poggiofiorito | Stadio Comunale, via Fontecicero |

| Palermo 10 aprile 2011, ore 15:00 | Cardinals Palermo | 42 – 0 | Caribdes Messina | C.S. Tommaso Natale, via Aiace 101 |

| Ostia 10 aprile 2011, ore 21:00 | Black Hammers Ostia | 25 – 6 | Marines Lazio II | Stadio Giannatasio, via Mar Arabico |

#### 9ª giornata
| Napoli 16 aprile 2011, ore 16:30 | 82'ers Napoli | 14 – 6 | Goblins Lanciano | Stadio Arturo Collana, via Ribera |

| Castelfranco Veneto 16 aprile 2011, ore 16:30 | Cavaliers Castelfranco Veneto | 52 – 46 | Chiefs Ravenna | C.S. Comunale, via Redipuglia |

| La Spezia 16 aprile 2011, ore 21:00 | Wolfpack La Spezia | 25 – 18 | Knights Persiceto | Stadio Ferdeghini, via Oto |

| Catanzaro 17 aprile 2011, ore 14:30 | Highlanders Catanzaro | 54 – 0 | Caribdes Messina | C.S. Comunale, piazzale Mons. Fiorentino |

| Alessandria 17 aprile 2011, ore 15:00 | Centurions Alessandria | 0 – 54 | Bills Cavallermaggiore | C.S. Comunale San Michele, via Vescovana 10/12 |

| Cermenate 17 aprile 2011, ore 15:00 | Hammers Lario | 6 – 45 | Blue Storms Gorla Minore | C.S. Comunale, via 25 Aprile |

| Ferrara 17 aprile 2011, ore 15:00 | Aquile Ferrara | 21 – 20 OT | Neptunes CUS Bologna | Motovelodromo Comunale, via Porta Catena 74 |

| Marina di Massa 17 aprile 2011, ore 15:00 | Irish Massa | 0 – 53 | Warriors Bologna II | C.S. Comunale, viale Mattei 1 |

| Orsogna 17 aprile 2011, ore 15:00 | Leones Poggiofiorito | 0 – 40 | Eagles Salerno | C.S. S. Berardino |

#### 10ª giornata
| Milano 30 aprile 2011, ore 14:00 | Seamen Milano II | 6 – 30 | Blue Storms Gorla Minore | Velodromo Vigorelli, via Arona 19 |

| Vicenza 30 aprile 2011, ore 15:00 | Hurricanes Vicenza | 6 – 38 | Aquile Ferrara | C.S. Comunale, via Lago di Alleghe 18 |

| Bari 30 aprile 2011, ore 15:00 | Patriots Bari | 8 – 0 | Spartans Taranto | C.S. Comunale, via Coppa di Bari |

| Roma 30 aprile 2011, ore 17:30 | Legio XIII Roma | 29 – 20 | Marines Lazio II | Campo Infernetto, via G.B. Lulli 3 |

| Palermo 30 aprile 2011, ore 19:00 | Cardinals Palermo | 42 – 16 | Elephants Catania II | C.S. Tommaso Natale, via Aiace 101 |

| Alessandria 1 maggio 2011, ore 14:00 | Centurions Alessandria | 13 – 16 | Blitz Ciriè | C.S. Comunale San Michele, via Vescovana 10/12 |

| Cermenate 1 maggio 2011, ore 15:00 | Hammers Lario | 43 – 44 | Rhinos Milano II | C.S. Comunale, via 25 Aprile |

| Crotone 1 maggio 2011, ore 15:00 | Achei Crotone | 0 – 19 | Dragons Salento | Campo L'Antico Borgo, via S. Chiarella |

| Monserrato 1 maggio 2011, ore 15:00 | Crusaders Cagliari | 46 – 0 | Black Hammers Ostia | C.S. Terramaini, via C. Cabras |

#### 11ª giornata
| Ostia 7 maggio 2011, ore 15:00 | Black Hammers Ostia | 0 – 38 | Crusaders Cagliari | Stadio Giannatasio, via Mar Arabico |

| Messina 7 maggio 2011, ore 16:00 | Caribdes Messina | 8 – 22 | Highlanders Catanzaro | C.S. Comunale, salita comunale Sperone 33 |

| Ravenna 7 maggio 2011, ore 17:00 | Chiefs Ravenna | 41 – 12 | Hurricanes Vicenza | C.S. Fornace Zarattini, via Mons. Fabbri 4 |

| Pisa 7 maggio 2011, ore 20:00 | Storms CUS Pisa | 18 – 12 | Irish Massa | Cus di Pisa, via Chiarugi 1 |

| Cirié 8 maggio 2011, ore 14:30 | Blitz Ciriè | 9 – 6 | Centurions Alessandria | C.S. Comunale, via Biaune |

| Cavallermaggiore 8 maggio 2011, ore 14:30 | Bills Cavallermaggiore | 53 – 0 | Pirates Savona | C.S. Comunale, via Fiume |

| Bologna 8 maggio 2011, ore 16:00 | Neptunes CUS Bologna | 45 – 30 | Cavaliers Castelfranco Veneto | C.S. Dozza, via Romita 2 |

| Pescara 8 maggio 2011, ore 16:00 | Crabs Pescara | 46 – 12 | 82'ers Napoli | Campo Zanni, via Nazionale Adriatica nord 376 |

#### 12ª giornata
| Messina 15 maggio 2011, ore 15:00 | Caribdes Messina | 48 – 40 | Elephants Catania II | C.S. Comunale, salita comunale Sperone 33 |

### Classifiche
- PCT = percentuale di vittorie, G = partite giocate, V = partite vinte, N = partite pareggiate, P = partite perse, PF = punti fatti, PS = punti subiti
- La qualificazione ai play-off è indicata in verde

#### North Conference

##### Girone A Nord
| Pos. | Squadra                | PCT   | G | V | P | PF  | PS  |
| ---- | ---------------------- | ----- | - | - | - | --- | --- |
| 1    | Bills Cavallermaggiore | 1.000 | 6 | 6 | 0 | 304 | 22  |
| 2    | Pirates Savona         | .500  | 6 | 3 | 3 | 43  | 141 |
| 3    | Blitz Ciriè            | .333  | 6 | 2 | 4 | 45  | 128 |
| 4    | Centurions Alessandria | .167  | 6 | 1 | 5 | 53  | 154 |

##### Girone B Nord
| Pos. | Squadra             | PCT   | G | V | P | PF  | PS  |
| ---- | ------------------- | ----- | - | - | - | --- | --- |
| 1    | Warriors Bologna II | 1.000 | 6 | 6 | 0 | 224 | 37  |
| 2    | Wolfpack La Spezia  | .500  | 6 | 3 | 3 | 105 | 123 |
| 3    | Knights Persiceto   | .500  | 6 | 3 | 3 | 129 | 123 |
| 4    | Storms CUS Pisa     | .500  | 6 | 3 | 3 | 67  | 104 |
| 5    | Irish Massa         | .000  | 6 | 0 | 6 | 38  | 176 |

##### Girone C Nord
| Pos. | Squadra                  | PCT   | G | V | P | PF  | PS  |
| ---- | ------------------------ | ----- | - | - | - | --- | --- |
| 1    | Blue Storms Gorla Minore | 1.000 | 6 | 6 | 0 | 239 | 24  |
| 2    | Seamen Milano II         | .667  | 6 | 4 | 2 | 116 | 85  |
| 3    | Rhinos Milano II         | .333  | 6 | 2 | 4 | 114 | 202 |
| 4    | Hammers Lario            | .000  | 6 | 0 | 6 | 86  | 244 |

##### Girone D Nord
| Pos. | Squadra                       | PCT   | G | V | P | PF  | PS  |
| ---- | ----------------------------- | ----- | - | - | - | --- | --- |
| 1    | Aquile Ferrara                | 1.000 | 6 | 6 | 0 | 169 | 85  |
| 2    | Neptunes CUS Bologna          | .667  | 6 | 4 | 2 | 166 | 127 |
| 3    | Cavaliers Castelfranco Veneto | .500  | 6 | 3 | 3 | 184 | 203 |
| 4    | Chiefs Ravenna                | .333  | 6 | 2 | 4 | 176 | 182 |
| 5    | Hurricanes Vicenza            | .000  | 6 | 0 | 6 | 84  | 181 |

#### South Conference

##### Girone A Sud
| Pos. | Squadra               | PCT   | G | V | P | PF  | PS  |
| ---- | --------------------- | ----- | - | - | - | --- | --- |
| 1    | Cardinals Palermo     | 1.000 | 6 | 6 | 0 | 157 | 42  |
| 2    | Highlanders Catanzaro | .667  | 6 | 4 | 2 | 186 | 90  |
| 3    | Caribdes Messina      | .333  | 6 | 2 | 4 | 80  | 180 |
| 4    | Elephants Catania II  | .000  | 6 | 0 | 6 | 120 | 231 |

##### Girone B Sud
| Pos. | Squadra          | PCT   | G | V | P | PF  | PS  |
| ---- | ---------------- | ----- | - | - | - | --- | --- |
| 1    | Patriots Bari    | 1.000 | 6 | 6 | 0 | 119 | 45  |
| 2    | Dragons Salento  | .667  | 6 | 4 | 2 | 139 | 62  |
| 3    | Spartans Taranto | .167  | 6 | 1 | 5 | 70  | 128 |
| 4    | Achei Crotone    | .167  | 6 | 1 | 5 | 30  | 123 |

##### Girone C Sud
| Pos. | Squadra             | PCT   | G | V | P | PF  | PS  |
| ---- | ------------------- | ----- | - | - | - | --- | --- |
| 1    | Crusaders Cagliari  | 1.000 | 6 | 6 | 0 | 269 | 14  |
| 2    | Legio XIII Roma     | .667  | 6 | 4 | 2 | 104 | 106 |
| 3    | Black Hammers Ostia | .167  | 6 | 1 | 5 | 25  | 158 |
| 4    | Marines Lazio II    | .167  | 6 | 1 | 5 | 39  | 159 |

##### Girone D Sud
| Pos. | Squadra              | PCT   | G | V | P | PF  | PS  |
| ---- | -------------------- | ----- | - | - | - | --- | --- |
| 1    | Eagles Salerno       | 1.000 | 6 | 6 | 0 | 185 | 21  |
| 2    | Crabs Pescara        | .667  | 6 | 4 | 2 | 182 | 62  |
| 3    | 82'ers Napoli        | .500  | 6 | 3 | 3 | 77  | 101 |
| 4    | Goblins Lanciano     | .333  | 6 | 2 | 4 | 107 | 112 |
| 5    | Leones Poggiofiorito | .000  | 6 | 0 | 6 | 7   | 262 |

## Playoff

### Griglia
Accedono ai playoff le prime 8 di ogni conference.
|  | Quarti di finale di Conference | Quarti di finale di Conference | Quarti di finale di Conference |                          |      | Semifinali di Conference | Semifinali di Conference | Semifinali di Conference |  |  | Finali di Conference | Finali di Conference | Finali di Conference |  |  | XII Ninebowl | XII Ninebowl | XII Ninebowl |  |
|  |                                |                                |                                |                          |      |                          |                          |                          |  |  |                      |                      |                      |  |  |              |              |              |  |
|  | 1D-N                           | Aquile Ferrara                 | 33                             |                          |      |                          |                          |                          |  |  |                      |                      |                      |  |  |              |              |              |  |
|  | 1D-N                           | Aquile Ferrara                 | 33                             |                          |      |                          |                          |                          |  |  |                      |                      |                      |  |  |              |              |              |  |
|  | 2A-N                           | Pirates Savona                 | 0                              |                          |      |                          |                          |                          |  |  |                      |                      |                      |  |  |              |              |              |  |
|  | 2A-N                           | Pirates Savona                 | 0                              |                          | 1D-N | Aquile Ferrara           | 46                       |                          |  |  |                      |                      |                      |  |  |              |              |              |  |
|  |                                |                                |                                |                          | 1D-N | Aquile Ferrara           | 46                       |                          |  |  |                      |                      |                      |  |  |              |              |              |  |
|  |                                |                                | 1C-N                           | Blue Storms Gorla Minore | 12   |                          |                          |                          |  |  |                      |                      |                      |  |  |              |              |              |  |
|  | 1C-N                           | Blue Storms Gorla Minore       | 1C-N                           | Blue Storms Gorla Minore | 12   | 10                       |                          |                          |  |  |                      |                      |                      |  |  |              |              |              |  |
|  | 1C-N                           | Blue Storms Gorla Minore       |                                |                          |      |                          |                          |                          |  |  |                      |                      |                      |  |  |              |              |              |  |
|  | 2D-N                           | Neptunes CUS Bologna           | 0                              |                          |      |                          |                          |                          |  |  |                      |                      |                      |  |  |              |              |              |  |
|  | 2D-N                           | Neptunes CUS Bologna           | 0                              |                          | 1D-N | Aquile Ferrara           | 18                       |                          |  |  |                      |                      |                      |  |  |              |              |              |  |
|  |                                |                                |                                |                          |      |                          |                          |                          |  |  |                      |                      |                      |  |  |              |              |              |  |
|  |                                |                                | 1B-N                           | Warriors Bologna II      | 7    |                          |                          |                          |  |  |                      |                      |                      |  |  |              |              |              |  |
|  | 1B-N                           | Warriors Bologna II            | 1B-N                           | Warriors Bologna II      | 7    | 44                       |                          |                          |  |  |                      |                      |                      |  |  |              |              |              |  |
|  | 1B-N                           | Warriors Bologna II            |                                |                          |      |                          |                          |                          |  |  |                      |                      |                      |  |  |              |              |              |  |
|  | 2C-N                           | Seamen Milano                  | 8                              |                          |      |                          |                          |                          |  |  |                      |                      |                      |  |  |              |              |              |  |
|  | 2C-N                           | Seamen Milano                  | 8                              |                          | 1B-N | Warriors Bologna II      | 19                       |                          |  |  |                      |                      |                      |  |  |              |              |              |  |
|  |                                |                                |                                |                          | 1B-N | Warriors Bologna II      | 19                       |                          |  |  |                      |                      |                      |  |  |              |              |              |  |
|  |                                |                                | 1A-N                           | Bills Cavallermaggiore   | 8    |                          |                          |                          |  |  |                      |                      |                      |  |  |              |              |              |  |
|  | 1A-N                           | Bills Cavallermaggiore         | 1A-N                           | Bills Cavallermaggiore   | 8    | 53                       |                          |                          |  |  |                      |                      |                      |  |  |              |              |              |  |
|  | 1A-N                           | Bills Cavallermaggiore         |                                |                          |      |                          |                          |                          |  |  |                      |                      |                      |  |  |              |              |              |  |
|  | 2B-N                           | Wolfpack La Spezia             | 13                             |                          |      |                          |                          |                          |  |  |                      |                      |                      |  |  |              |              |              |  |
|  | 2B-N                           | Wolfpack La Spezia             | 13                             |                          | 1D-N | Aquile Ferrara           | 13                       |                          |  |  |                      |                      |                      |  |  |              |              |              |  |
|  |                                |                                |                                |                          |      |                          |                          |                          |  |  |                      |                      |                      |  |  |              |              |              |  |
|  |                                |                                | 1C-S                           | Crusaders Cagliari       | 12   |                          |                          |                          |  |  |                      |                      |                      |  |  |              |              |              |  |
|  | 1D-S                           | Eagles Salerno                 | 1C-S                           | Crusaders Cagliari       | 12   | 46                       |                          |                          |  |  |                      |                      |                      |  |  |              |              |              |  |
|  | 1D-S                           | Eagles Salerno                 |                                |                          |      |                          |                          |                          |  |  |                      |                      |                      |  |  |              |              |              |  |
|  | 2A-S                           | Highlanders Catanzaro          | 7                              |                          |      |                          |                          |                          |  |  |                      |                      |                      |  |  |              |              |              |  |
|  | 2A-S                           | Highlanders Catanzaro          | 7                              |                          | 1D-S | Eagles Salerno           | 22                       |                          |  |  |                      |                      |                      |  |  |              |              |              |  |
|  |                                |                                |                                |                          | 1D-S | Eagles Salerno           | 22                       |                          |  |  |                      |                      |                      |  |  |              |              |              |  |
|  |                                |                                | 1A-S                           | Cardinals Palermo        | 30   |                          |                          |                          |  |  |                      |                      |                      |  |  |              |              |              |  |
|  | 1A-S                           | Cardinals Palermo              | 1A-S                           | Cardinals Palermo        | 30   | 42                       |                          |                          |  |  |                      |                      |                      |  |  |              |              |              |  |
|  | 1A-S                           | Cardinals Palermo              |                                |                          |      |                          |                          |                          |  |  |                      |                      |                      |  |  |              |              |              |  |
|  | 2D-S                           | Crabs Pescara                  | 14                             |                          |      |                          |                          |                          |  |  |                      |                      |                      |  |  |              |              |              |  |
|  | 2D-S                           | Crabs Pescara                  | 14                             |                          | 1A-S | Cardinals Palermo        | 48                       |                          |  |  |                      |                      |                      |  |  |              |              |              |  |
|  |                                |                                |                                |                          |      |                          |                          |                          |  |  |                      |                      |                      |  |  |              |              |              |  |
|  |                                |                                | 1C-S                           | Crusaders Cagliari       | 54   |                          |                          |                          |  |  |                      |                      |                      |  |  |              |              |              |  |
|  | 1B-S                           | Patriots Bari                  | 1C-S                           | Crusaders Cagliari       | 54   | 22                       |                          |                          |  |  |                      |                      |                      |  |  |              |              |              |  |
|  | 1B-S                           | Patriots Bari                  |                                |                          |      |                          |                          |                          |  |  |                      |                      |                      |  |  |              |              |              |  |
|  | 2C-S                           | Legio XIII Roma                | 9                              |                          |      |                          |                          |                          |  |  |                      |                      |                      |  |  |              |              |              |  |
|  | 2C-S                           | Legio XIII Roma                | 9                              |                          | 1B-S | Patriots Bari            | 6                        |                          |  |  |                      |                      |                      |  |  |              |              |              |  |
|  |                                |                                |                                |                          | 1B-S | Patriots Bari            | 6                        |                          |  |  |                      |                      |                      |  |  |              |              |              |  |
|  |                                |                                | 1C-S                           | Crusaders Cagliari       | 32   |                          |                          |                          |  |  |                      |                      |                      |  |  |              |              |              |  |
|  | 1C-S                           | Crusaders Cagliari             | 1C-S                           | Crusaders Cagliari       | 32   | 48                       |                          |                          |  |  |                      |                      |                      |  |  |              |              |              |  |
|  | 1C-S                           | Crusaders Cagliari             |                                |                          |      |                          |                          |                          |  |  |                      |                      |                      |  |  |              |              |              |  |
|  | 2B-S                           | Dragons Salento                | 0                              |                          |      |                          |                          |                          |  |  |                      |                      |                      |  |  |              |              |              |  |

### Incontri

#### North Conference

##### Quarti di finale
| Ferrara 28 maggio 2011, ore 17:30 | Aquile Ferrara | 33 – 0 | Pirates Savona | Motovelodromo Comunale, via Porta Catena 74 |

| Cavallermaggiore 28 maggio 2011, ore 20:00 | Bills Cavallermaggiore | 53 – 13 | Wolfpack La Spezia | C.S. Comunale, via Fiume |

| Castellanza 28 maggio 2011, ore 20:30 | Blue Storms Gorla Minore | 10 – 0 | Neptunes CUS Bologna | C.S., via Bellini 7 |

| Bologna 29 maggio 2011, ore 16:00 | Warriors Bologna II | 44 – 8 | Seamen Milano II | C.S. Bernardi Alfheim Field, via degli Orti 60 |

##### Semifinali
| Ferrara 4 giugno 2011, ore 17:30 | Aquile Ferrara | 46 – 12 | Blue Storms Gorla Minore | Motovelodromo Comunale, via Porta Catena 74 |

| Cavallermaggiore 4 giugno 2011, ore 21:00 | Bills Cavallermaggiore | 8 – 19 | Warriors Bologna II | C.S. Comunale, via Fiume |

##### Finale
| Ferrara 19 giugno 2011, ore 17:30 | Aquile Ferrara | 18 – 7 | Warriors Bologna II | Motovelodromo Comunale, via Porta Catena 74 |

#### South Conference

##### Quarti di finale
| Salerno 28 maggio 2011, ore 18:30 | Eagles Salerno | 46 – 7 | Highlanders Catanzaro | Stadio Donato Vestuti, piazza Casalbore |

| Palermo 29 maggio 2011, ore 14:30 | Cardinals Palermo | 42 – 14 | Crabs Pescara | C.S. Tommaso Natale, via Aiace 101 |

| Bari 29 maggio 2011, ore 15:00 | Patriots Bari | 22 – 9 | Legio XIII Roma | C.S. La Montagnola, via G. Rocca |

| Monserrato 29 maggio 2011, ore 15:00 | Crusaders Cagliari | 48 – 0 | Dragons Salento | C.S. Terramaini, via C. Cabras |

##### Semifinali
| Salerno 4 giugno 2011, ore 18:30 | Eagles Salerno | 22 – 30 | Cardinals Palermo | Stadio Donato Vestuti, piazza Casalbore |

| Monserrato 12 giugno 2011, ore 15:00 | Crusaders Cagliari | 32 – 6 | Patriots Bari | C.S. Terramaini, via C. Cabras |

##### Finale
| Palermo 20 giugno 2011, ore 21:00 | Cardinals Palermo | 48 – 54 OT | Crusaders Cagliari | C.S. Tommaso Natale, via Aiace 101 |

## Ninebowl XII
La XII edizione del Ninebowl è stata organizzata dai Blue Storms Gorla Minore, presso lo Stadio Carlo Speroni di Busto Arsizio (VA).
Lo stadio scelto per l'occasione, lo Speroni, è stato un testimone storico del football italiano. Qui si giocò, nel 1978, la prima partita tra due squadre italiane: i Frogs Gallarate e i Rhinos Milano. Ha inoltre ospitato le partite casalinghe dei Frogs fino al 1986, data del loro spostamento a Legnano.
Si sono affrontati in finale i Crusaders Cagliari (vincitori della South Conference) e le Aquile Ferrara (vincitori della North Conference).
Prima del kickoff si è giocata inoltre una partita di beneficenza tra i Blue Storms Gorla Minore (che organizzavano l'evento) e gli Oldies for Solidarity, formazione composta da 'vecchie glorie' impegnata in progetti di solidarietà. Parte dell'incasso (oltre 800 euro) è stato devoluto al reparto di pediatria dell'Ospedale di Busto Arsizio.

## Verdetti
- Aquile Ferrara vincitori del Ninebowl XII.